# Edgars Točs
Edgars Točs (Madona, 29 november 1988) is een Lets beachvolleyballer. Hij nam eenmaal deel aan de Olympische Spelen.

## Carrière
Točs deed in 2010 met Toms Benjavs mee aan de Europese kampioenschappen onder 23 op Kos en in 2012 maakte hij aan de zijde van Toms Šmēdiņš in Berlijn zijn debuut in de FIVB World Tour. Vervolgens vormde hij van 2013 tot en met 2017 een team met Rihards Finsters. De eerste drie jaren waren ze voornamelijk actief in de binnenlandse en Europese competities. In 2016 namen ze deel aan tien internationale toernooien met een zeventiende plaats in Sotsji als beste resultaat. Het jaar daarop kwamen ze bij vier reguliere FIVB-toernooien tot twee zeventiende plaatsen (Xiamen en Moskou). Bij de wereldkampioenschappen in Wenen behaalde het duo eveneens een zeventiende plek nadat het in de zestiende finale werd uitgeschakeld door de Brazilianen Alison Cerutti en Bruno Oscar Schmidt. Bij de EK in eigen land strandden ze in de tussenronde tegen het Zwitserse tweetal Nico Beeler en Marco Krattiger.
Van 2018 tot en met 2021 vormde Točs een duo met Mārtiņš Pļaviņš. Het eerste seizoen begonnen ze met een overwinning in Den Haag en vervolgens werden ze tweede in Kish. Bij de overige negen toernooien dat seizoen behaalden het tweetal twee vijfde plaatsen (Espinho en Gstaad) en vier negende plaatsen (Fort Lauderdale, Doha, Ostrava en Warschau). Bij de EK in Nederland en bij de World Tour Finals in Hamburg werden ze respectievelijk negende en vijfde. In oktober 2018 speelden ze twee toernooien voor het seizoen daarop met een vijfde en negende plaats als resultaat. In aanloop naar de WK in 2019 deden ze verder mee aan vijf FIVB-toernooien met een vijfde plaats in Warschau als beste resultaat. In Hamburg bereikten Točs en Pļaviņš bij de WK de achtste finale waar ze werden uitgeschakeld door de Noren Anders Mol en Christian Sørum. Bij de EK in Moskou kwamen ze niet verder de tussenronde. In de World Tour namen ze verder deel aan vijf toernooien met onder meer een derde plaats in Espinho en een negende plaats bij de World Tour Finals in Rome als resultaat. Na afloop van het seizoen wonnen ze het olympisch kwalificatietoernooi in Haiyang.
Het jaar daarop bereikte het duo in eigen land de achtste finale van de EK waar verloren werd van de Italianen Paolo Nicolai en Daniele Lupo. In 2021 speelden Točs en Pļaviņš in aanloop naar de Spelen vier wedstrijden in de World Tour, waarbij ze geen toptienklassering wisten te behalen. Bij het olympisch beachvolleybaltoernooi in Tokio kwamen ze tot de halve finale waar Mol en Sørum te sterk waren; de wedstrijd om het brons werd vervolgens verloren van Cherif Younousse en Ahmed Tijan uit Qatar waardoor ze als vierde eindigden. Bij de EK in Wenen strandde het duo in de achtste finale waar het werd uitgeschakeld door Alexander Brouwer en Robert Meeuwsen. Ze sloten het seizoen af met een negende plaats bij de Finals in Cagliari. Sinds 2022 speelt Točs met Kristians Fokerots. Het duo deed mee aan zeven toernooien in de Beach Pro Tour – de opvolger van de World Tour – en kwam daarbij tot een vijfde plaats bij het Future-toernooi van Madrid.

## Palmares
Kampioenschappen
- 2019: 9e WK
- 2021: 4e OS

FIVB World Tour
- 2018:  4* Den Haag
- 2018:  3* Kish
- 2019:  4* Espinho